# Mike Rumbles

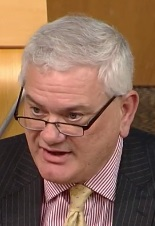
Mike Rumbles

Mike Rumbles (* 10. Juni 1956 in South Shields) ist ein schottischer Politiker und Mitglied der Liberal Democrats. Rumbles besuchte die St James School in Hebburn, das Polytechnikum der Universität Sunderland sowie die Royal Military Academy Sandhurst. Anschließend war er für die Britische Armee im Bereich Ausbildung tätig und stieg in den Rang eines Majors auf. Zwischen 1995 und 1999 war er in leitender Position in der Administration des Aberdeen College tätig.

## Politische Karriere
Erstmals trat Rumbles bei den Unterhauswahlen 1997 zu nationalen Wahlen an. In seinem Wahlkreis Aberdeen North erhielt er jedoch nur die vierthöchste Stimmenanzahl und verpasste damit den Einzug in das Britische Unterhaus. Bei den ersten Schottischen Parlamentswahlen im Jahre 1999 kandidierte Rumbles im Wahlkreis West Aberdeenshire and Kincardine. Er gewann das Direktmandat vor dem Kandidaten der Conservative Party und zog in das neugeschaffene Schottische Parlament ein. Bei den folgenden Parlamentswahlen 2003 und 2007 verteidigte er sein Mandat. Im Zuge der Wahlkreisreform 2011 wurde der Wahlkreis West Aberdeenshire and Kincardine aufgelöst. Zu den Parlamentswahlen 2011 bewarb sich Rumbles um das Direktmandat des Wahlkreises Aberdeenshire West, unterlag jedoch Dennis Robertson von der SNP und schied aus dem Parlament aus.
Im Jahre 2005 stellte sich Rumbles zur Wahl um den Parteivorsitz der schottischen Liberaldemokraten. Er erhielt 23,4 % der Stimmen und unterlag damit Nicol Stephen.